# Parafia Objawienia Pańskiego w Breście
Parafia Objawienia Pańskiego – parafia prawosławna w Breście. Działa w jurysdykcji Arcybiskupstwa Zachodnioeuropejskich Parafii Tradycji Rosyjskiej Patriarchatu Moskiewskiego, podlega dekanatowi Bretanii.
Nabożeństwa w parafii odbywają się co dwa tygodnie w języku francuskim, obowiązuje kalendarz nowojuliański.
Proboszczem jest ks. Pierre Argouet.